# زليخة الشهابي
زليخة الشهابي (1901، القدس، فلسطين- 1992، القدس، فلسطين) مناضلة فلسطينية، ورائدة العمل النسوي الفلسطيني، شاركت بفاعلية في النضال الوطني عبر التاريخ الفلسطيني، هي أول من شكل أول اتحاد نسائي فلسطيني بهدف مناهضة الإنتداب البريطاني (1921)، وأول من قادت مظاهرة نسائية احتجاجاً على اعتقال عدد من قادة الثورة الفلسطينية، شاركت في تأسيس الاتحاد النسائي العربي (1944)، وأنشأت مستوصف الاتحاد النسائي الطبي للعناية بالحوامل ومركزاً لرعاية الأطفال ومركزاً لتعليم التطريز والخياطة للفتيات (1950).

## عائلتها
كان والدها من أعيان القدس المعروفين؛ حيث شغل عدة وظائف إدارية عليا في العهد التركي، وفي عام 1927 تولى رئاسة بلدية القدس.

## إنجازات

### قبل 1948
شاركت زليخة الشهابي بفاعلية في النضال الوطني عبر التاريخ الفلسطيني؛ ففي عام 1921 شكلت أول اتحاد نسائي فلسطيني؛ بهدف مناهضة الانتداب البريطاني، والوقوف في وجه الاستيطان الصهيوني، وفي فترة لاحقة أسست «لجنة السيدات العربيات» عقب عقد مؤتمر السيدات العربيات في القدس في شهر تشرين الأول (أكتوبر) 1929، الذي حضرته 300 سيدة من كافة أنحاء فلسطين لتقديم احتجاج إلى المندوب السامي البريطاني ضد الهجرة اليهودية إلى فلسطين، ثم تفرغت مع رفيقاتها للعمل بجمع المساعدات وتوزيعها على المجاهدين وعلى المصابين وعائلاتهم، كما أسهمت مع السيدة ميليا السكاكيني في القدس في تنظيم حملة مجانية لتعليم الفتيات العربيات مبادئ القراءة والكتابة، وفي عام 1936 أسهمت في تأسيس الاتحاد النسائي العربي في القدس، وقادت أول مظاهرة نسائية توجهت لمقابلة المندوب السامي البريطاني للاحتجاج على اعتقال عدد من قادة الثورة الفلسطينية وإبعادهم في تلك السنة.
في عام 1944 شاركت في تأسيس الاتحاد النسائي العربي في مؤتمر عقد بالقاهرة بحضور ممثلات من ست دول عربية (مصر، والعراق، وسوريا، ولبنان، وفلسطين، وشرق الأردن)، وفي أوائل العام 1945، عقد أول اجتماع له في القدس، شاركت في جلسته الأولى العديد من القيادات النسائية التي تمثل الدول التالية: سرية خوجة (العراق)، وحواء إدريس (مصر)، وزليخة الشهابي (فلسطين)، وهدى هانم شعراوي (مصر)، وفايزة المؤيد (سوريا)، وعفيفة رؤوف (العراق)، وعلية عبد القادر الجزائري (سوريا)، روز شحفة (لبنان)، وأمينة السعيد (مصر).

### بعد 1948
في عام 1950 أنشأت في القدس مستوصف الاتحاد النسائي الطبي للعناية بالحوامل، ومركزاً لرعاية الأطفال، وتبع ذلك إنشاء روضة أطفال، ومركز لتعليم التطريز والخياطة للفتيات. وقد أسهمت في إنشاء «جمعية المقاصد الخيرية الإسلامية» في القدس، أما في عام عام 1952م أسست بمشاركة إليزابيث ناصر وهند الحسيني، دار للفتيات المشردات، اللواتي يكسبن لقمة العيش من خلال ظاهرة التسول، فلعبت تلك الدار دوراً رئيساً في وضع حد لهذه الظاهرة، حيث أمنت للفتيات حياة كريمة، بتوفير ملاذ آمن، وأكسبتهن مهارات تساعدهن على العمل في المؤسسات، أو ليصبحن زوجات صالحات.
كما أسهمت بتأسيس منظمة التحرير الفلسطينية؛ كونها رئيسة للاتحاد النسائي، كما أسهمت مع باقي سيدات القدس في تأسيس لجنة الإسعاف التابعة للجنة المقاومة الشعبية التي تشكلت قبل عدوان 1967، وأسهمت في إنشاء دار للمسنين في أريحا، وظلت تتابع نشاطاتها الوطنية والخيرية وعملها رئيسة للاتحاد النسائي العربي في القدس، حتى أقعدها المرض في أواخر حياتها، وتوفيت في القدس في عام 1992م.

## الإبعاد عن القدس
عام 1968، إبعدت زليخة الشهابي رئيسة اتحاد الجمعيات الخيرية لمحافظة القدس، ومؤسسة جمعية الاتحاد النسائي العربي في القدس، وكانت بذلك أول المبعدات.